# Huidobro (Burgos)
Huidobro es una localidad y una entidad local menor situada en la provincia de Burgos, comunidad autónoma de Castilla y León (España), comarca de Las Merindades, partido judicial de Villarcayo, ayuntamiento de Los Altos.

## Datos generales
Situado a 9 km al oeste de la capital del municipio, Dobro, en la carretera local que partiendo de Pesadas en la CL-629 y atravesando Villaescusa del Butrón conduce a la BU-514 junto a Sedano atravesando Nocedo. Al sur de Cubillo del Butrón junto al Espacio Natural conocido como de Hoces del Alto Ebro y Rudrón. Situado a 850 m s. n. m. y a 30 km de Villarcayo, cabeza de partido, y a 58 de Burgos.

### Comunicaciones
Se accede por la carretera local BU-V-5032 que lleva a Pesadas, localidad distante 7 km y situada en la autonómica CL-629, donde circula la línea de autobuses Burgos-Espinosa de los Monteros.

## Situación administrativa
Entidad Local menor cuyo alcalde pedáneo es Federico Llarena Fernández del Partido Popular.

## Demografía
En el censo de 1950 contaba con 105 habitantes, reducidos a 4 en el padrón municipal de 2024.

## Historia
La primera referencia escrita a Huidobro (Foio de Obro) data de 1181, que corresponde con el periodo de construcción de la iglesia de San Clemente, aunque los numerosos enterramientos megalíticos de la zona aseguran una presencia humana muy anterior. Huidobro fue siempre un pueblo de corto vecindario, oscilante entre 25 y 30 familias. Entre los siglos XV y XIX casi toda la población pertenece al estado noble (hidalgo).

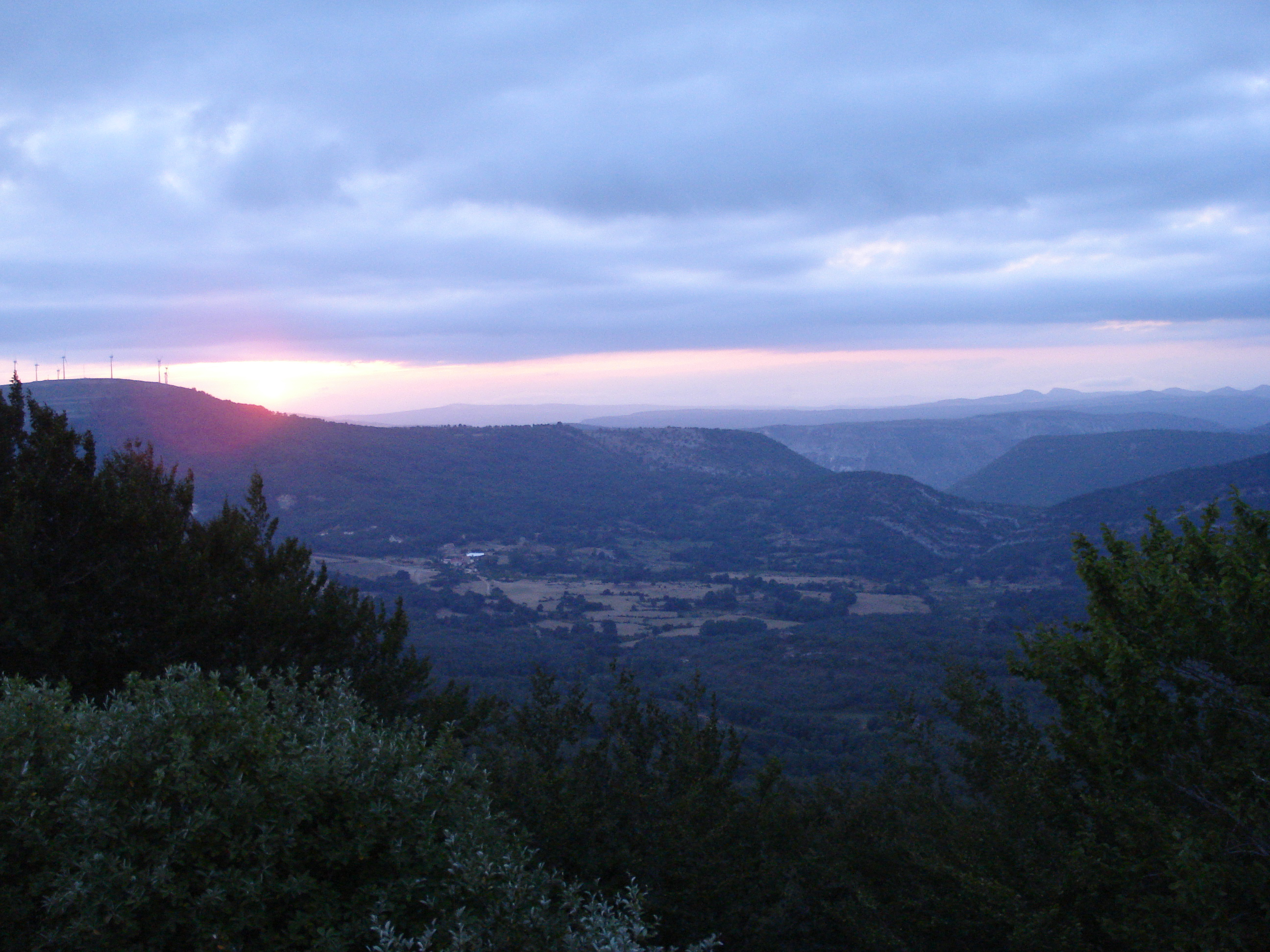
Vista de la Hoya de Huidobro. A la derecha del pueblo de Huidobro, el barranco de la Tejera, detrás, el cañón del Ebro

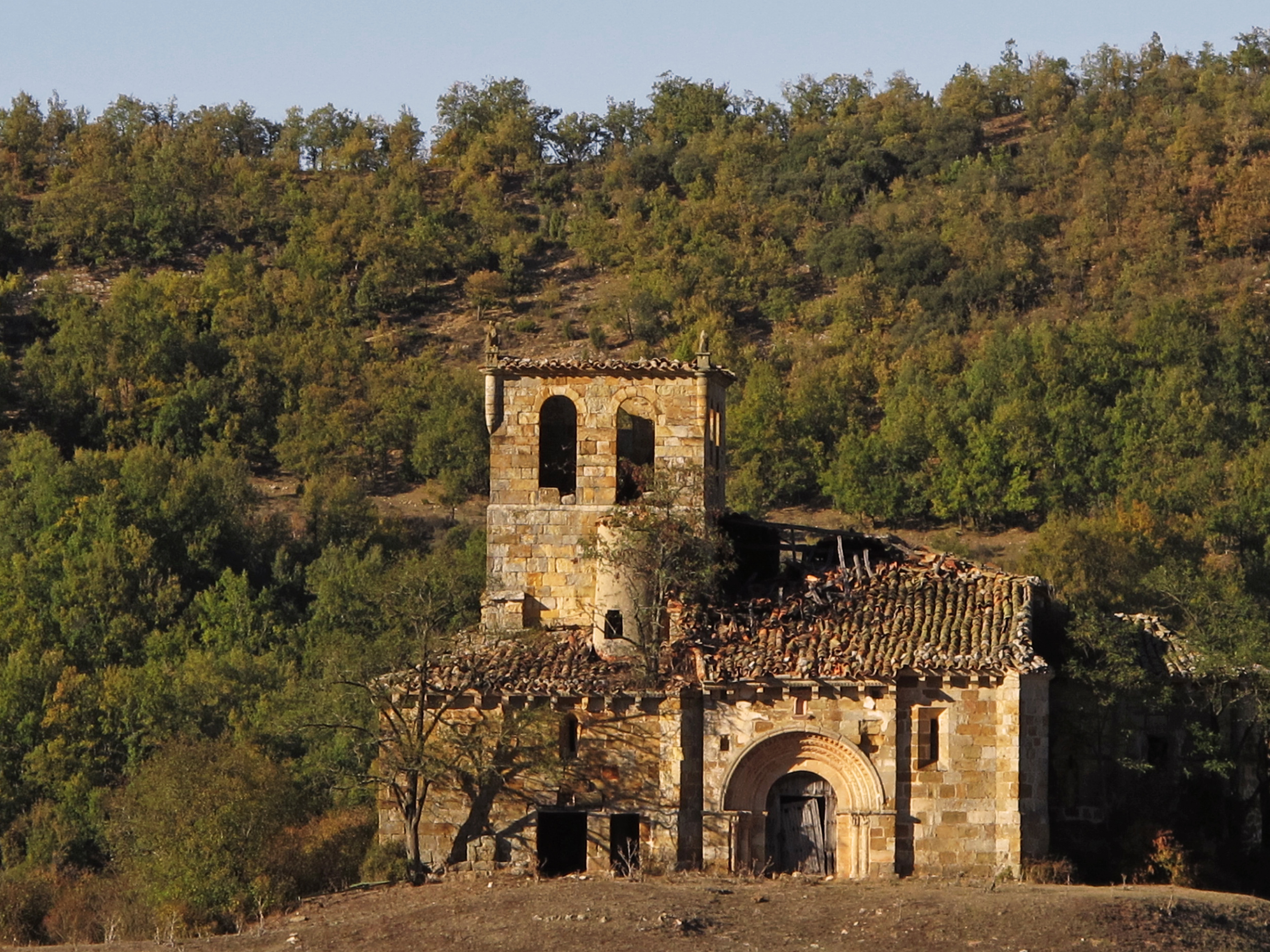
Iglesia de San Clemente, en estado de ruina progresiva

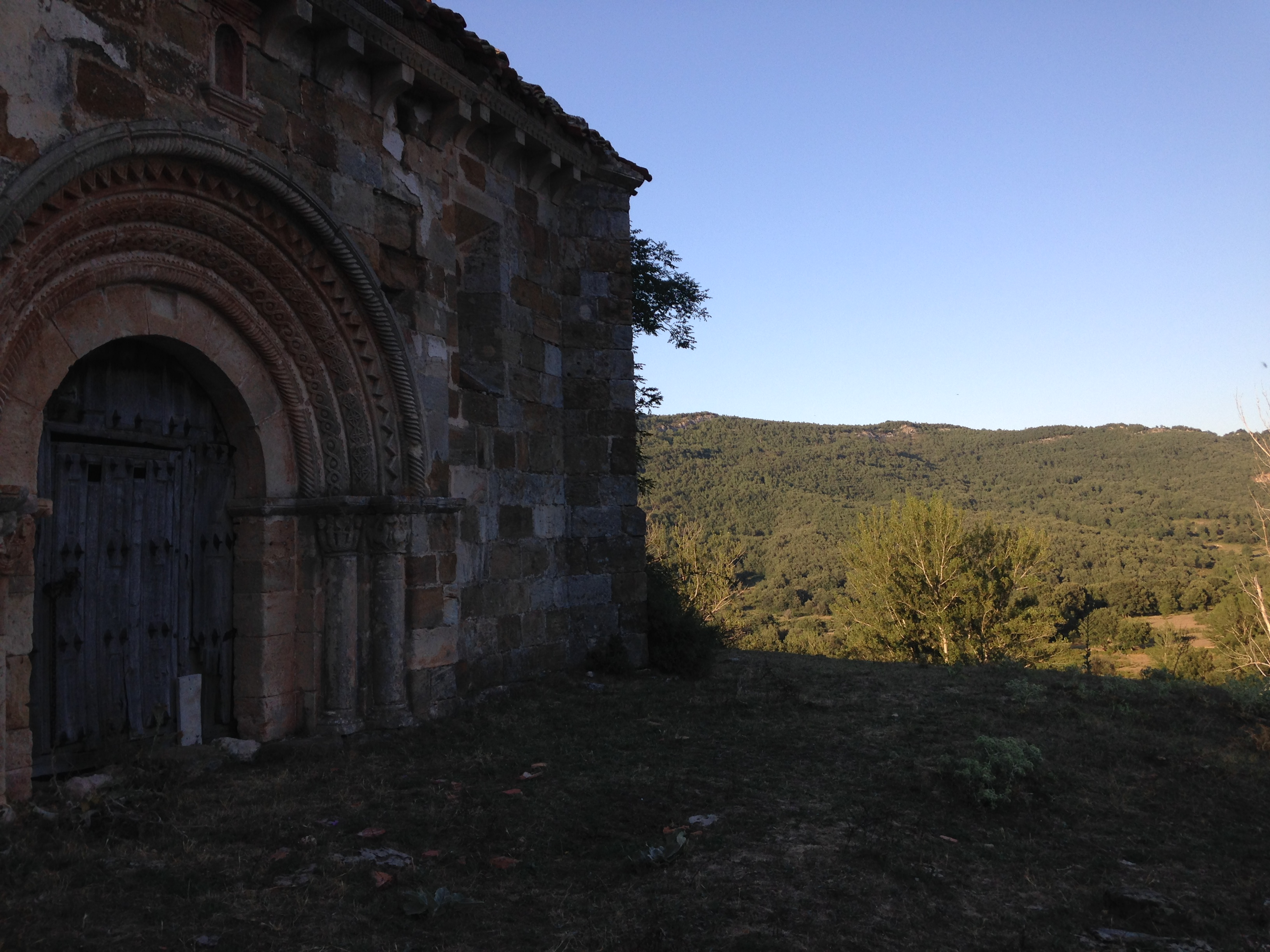
Portada románica de la iglesia de San Clemente, Huidobro

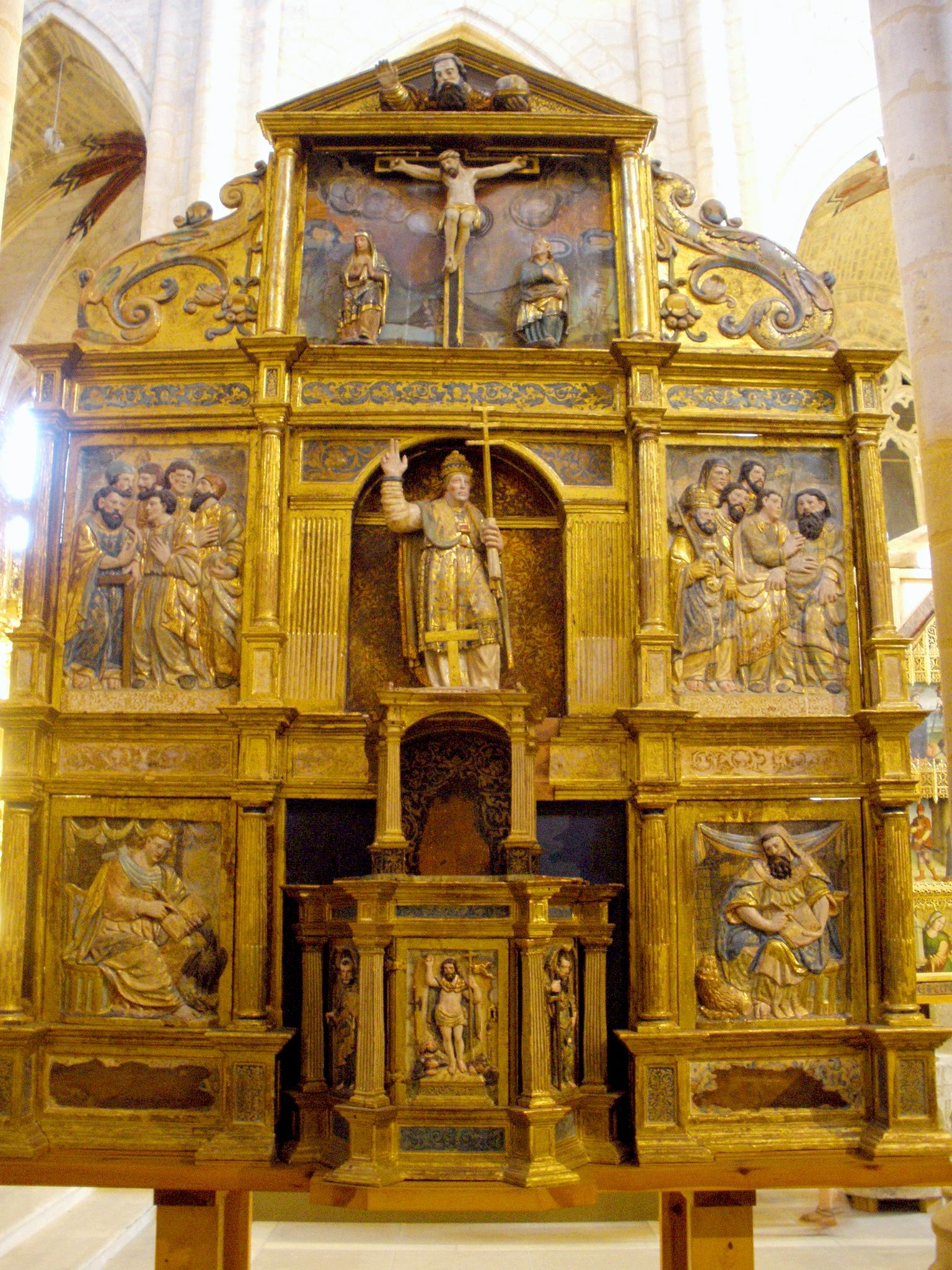
Retablo de San Clemente de Huidobro, hoy preservado en el Museo del Retablo, iglesia de San Esteban, Burgos

Según el Catastro de Ensenada 1752 y el Censo de Floridablanca de 1787, en el siglo XVIII Huidobro era jurisdicción de señorío, siendo su titular el Marqués de Aguilar de Campoo, regidor pedáneo. Tenía entonces veinticinco familias y las actividades económicas principales consistían en labranza, ganadería y arriería, así como la explotación del cobre en la mina “La Borrega”, que fue explotada hasta mediados del siglo XIX. 
A la caída del Antiguo Régimen queda constituido Huidobro como ayuntamiento constitucional en el partido de Villarcayo, perteneciente a la región de Castilla la Vieja.  En 1843 pertenecía al partido de Villarcayo y contaba con 49 habitantes, pasando entonces a depender del municipio de Villaescusa del Butrón.
A mediados del S. XX comienzan sondeos exploratorios de petróleo. El 6 de septiembre de 1966 el ministro de Hacienda Juan José Espinosa visita los dos sondeos. Ambos se revelarán productivos, pero no rentables y se encuentran hoy sellados. A finales de los años 60 se produce un abandono masivo del pueblo y despoblación. Hoy casi todo su caserío está abandonado y en ruinas, y solo hay presencia permanente por parte de una explotación ganadera. 
En 2006 se crea el parque natural de las Hoces del Rudrón y Cañones del Ebro, y Huidobro y toda la Hoya pasan a formar parte del parque.

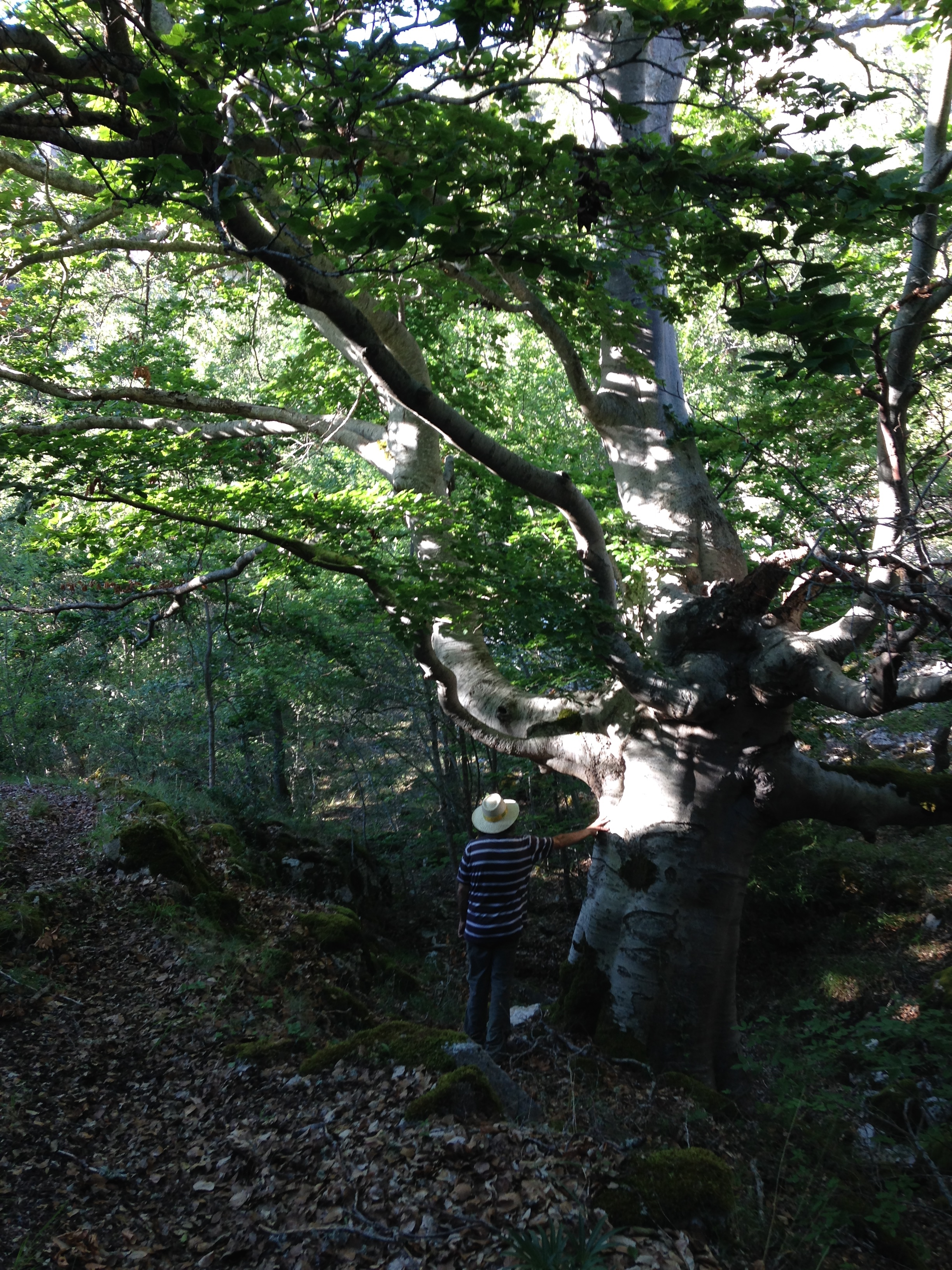
Haya centenaria

## Paisaje Singular
El valle de Huidobro, conocido como Hoya de Huidobro, es un reducto geomorfológico y climático en medio del páramo. Cuenta con relieves verticales de gran magnitud, presidida por la Peña Otero (1205 m) y tapizada por bosques de robles y hayas en un medio natural muy bien preservado. Forma parte del parque natural de Hoces del Alto Ebro y Rudrón.

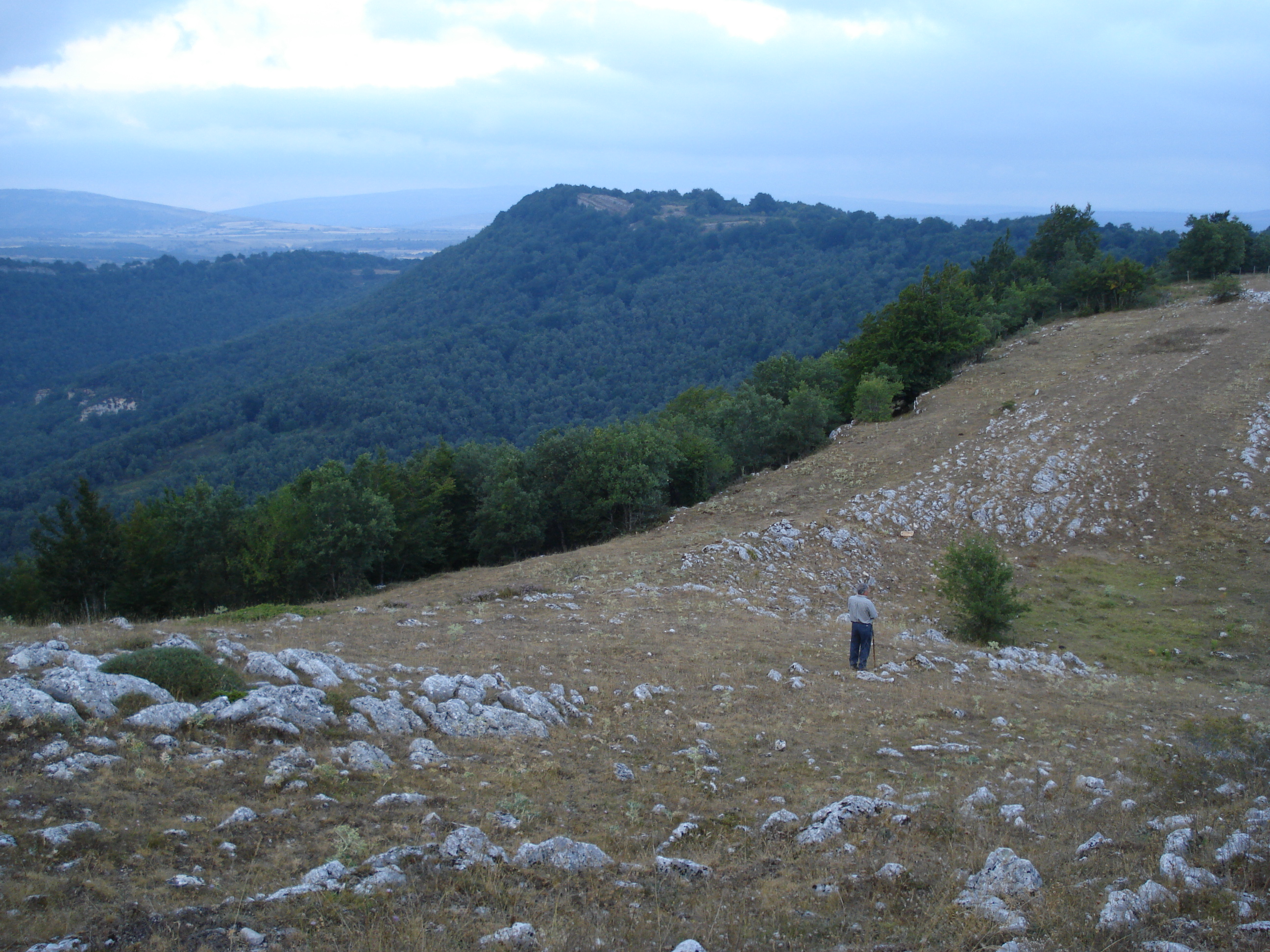
La Hoya de Huidobro vista desde el páramo

## Aerogeneradores
En Peña Otero, formando una barrera que impide la contemplación de las zonas más escarpadas.

## Heráldica
Huidobro no tiene escudo, aunque erróneamente se le han atribuido las armas de la familia Huidobro, de la próxima localidad de Sedano, quienes en el pasado ostentaron el señorío del lugar.

## Patrimonio
Dolmen "El Moreco", caserío (ruinas), iglesia románica de San Clemente, dos pozos de petróleo (sellados), un eremitorio, mina de cobre "La Borrega", abandonada.